# Gérard Klein (acteur)
Pour les articles homonymes, voir Klein et Gérard Klein.
Gérard Klein est un acteur français, né le 29 octobre 1942 à Romilly-sur-Seine (Aube), également animateur radio, chanteur, producteur et présentateur de magazines documentaires.
Il est principalement connu pour avoir incarné, de 1993 à 2005, Victor Novak, un enseignant-remplaçant dans la série télévisée L'Instit, rôle pour lequel il a obtenu trois 7 d'or du meilleur comédien.

## Biographie

### Enfance et formation
Après avoir obtenu son baccalauréat, il souhaite démarrer des études de médecine.
N'ayant pas de bourse, il recherche un emploi et se fait recruter par France Inter en 1965 où il anime le point route Inter Service Route.

### Années 1960 et 1970: débuts à la radio
Avec son Inter Service Route, il passe à l'antenne dans l'émission Route de nuit de Roland Dhordain dès 1966, puis anime le jeu "3-6-9" réalisé par Jean-Marie Houdoux et, après son service militaire, La clé sous le paillasson et enfin, à partir de novembre 1966, « 17-19 sur 1829 » avec J.-M. Houdoux, hit-parade quotidien qui connaît immédiatement un vif succès ,.
Par la suite, il anime des émissions sur RTL entre 1968 et 1972, sur Europe 1 de 1972 à 1976, puis RMC en 1976-1977.
Ces expériences lui permettent d'enregistrer plusieurs titres et d'être chanteur de variété.

### Années 1980: carrière au cinéma
À quarante ans, il entame une carrière de comédien au cinéma et à la télévision. En 1979, on peut le voir dans une publicité pour les montres Timex.
En 1983, il est nommé au César du meilleur second rôle masculin pour sa prestation dans La Passante du Sans-Souci, film dans lequel il donne la réplique à Romy Schneider. En 1985, le public le retrouve dans le film Train d'enfer réalisé par Roger Hanin : il y joue un personnage à contre-emploi de raciste cynique, beauf, vulgaire et violent. Bien que ne ressemblant pas du tout au personnage interprété, dans sa vie de tous les jours, ce rôle antipathique cassera un temps son image, de sorte qu'il refusera par la suite de jouer des personnages négatifs, tout en ne parlant pas trop de ce film, pourtant très sérieux et important dans sa filmographie. Entre 1985 et 1990, il a du mal à faire décoller sa carrière au cinéma, et il n'obtient que des petits rôles.

### Années 1990 et 2000: succès avecL'Institet Va Savoir
Il se retrouve en 1990 à envisager de vendre tous ses biens pour se retirer dans une ferme en Auvergne. L'aubaine que représente alors la proposition de Pierre Grimblat de jouer Victor Novak dans la série L'Instit lui permet à l'époque de garder tous ses biens et même d'en acheter d'autres. La série L'Instit existe pendant plus de dix ans avant que Gérard Klein décide d'arrêter de jouer son rôle.
En février 1995, François Bayrou lui a remis les palmes académiques pour son rôle dans L'Instit. Il est, par ailleurs, chevalier du Mérite agricole.
Parallèlement à la diffusion de L'Instit, il anime une émission éducative pour enfants, Va savoir, créée sur La Cinquième, dans laquelle il emmène un groupe d'enfants accompagné d'Alain Bombard, et du journaliste Frédérick Gersal, dans un autocar jaune visiter les savoir-faire artisanaux de la France rurale. Puis dans son émission Gérard Klein autour du monde diffusée en 2004 et 2005, il fait découvrir aux spectateurs des endroits insolites et part à la rencontre de personnes impliquées dans des projets sociaux et environnementaux.

### Années 2010 et 2020: entre documentaires et radio
De 2010 à 2013, il parcourt les États américains dans le cadre de son émission L'Amérique dans tous ses états diffusée sur les chaînes Voyage et TV5 Monde. Durant l'été 2010, il présente L'Aventure humaine une émission quotidienne d'entretiens sur Europe 1
Entre janvier 2013 et juin 2014, il anime l'émission Contents d'être là sur Campagnes TV.
En août 2014, il fait découvrir les marchés de France dans l'émission Mon incroyable marché, avec Louise Ekland, diffusée sur M6.
En octobre 2019, dans le cadre du Congrès FNTV (Fédération Nationale des Transports de Voyageurs) 2019, Gérard Klein a repris du service à bord du bus jaune de Va Savoir pour accompagner un groupe d'enfants à la découverte du métier de chauffeur de bus. Cette émission est d'une durée de 13 minutes et n'est disponible que sur Youtube.
En août 2023, il présente l'émission Les Routes de l'été sur Sud Radio où il parcourt les régions de l'Hexagone.

### Vie privée
Marié une première fois avec Chantal Sadorge, dont il a eu une fille née en 1963, puis, très brièvement en 1974, avec la starlette Véronique Troitsky (ou Trudsky) dite Troy, call-girl et proche amie du producteur et éditeur Gérard Lebovici, et pour finir agent secret retrouvée morte en octobre 1977 à Sanaa, capitale du Yémen, il a ensuite épousé la peintre et designeuse Françoise Vallon dont il a eu deux filles, nées en 1980 et 1983.
Il vit actuellement dans une maison proche de Houdan dans les Yvelines. Il a participé en 2006 à une campagne publicitaire pour l'eau minérale de Volvic au bénéfice de l'Unicef. Il a été nommé chevalier de la Légion d'honneur en janvier 2007.

## Filmographie

### Cinéma
- 1972 : Flash Love de Max Kalifa
- 1982 : La Passante du Sans-Souci de Jacques Rouffio : Maurice Bouillard
- 1983 : Le Bâtard de Bertrand Van Effenterre : Patrice
- 1983 : Le Général de l'armée morte de Luciano Tovoli : le Général Krotz
- 1984 : Les Cavaliers de l'orage de Gérard Vergez : Jason
- 1984 : Blanche et Marie de Jacques Renard : Victor
- 1985 : Train d'enfer de Roger Hanin : Salviat
- 1985 : Parking de Jacques Demy : Aristée
- 1985 : Diesel de Robert Kramer : Diesel
- 1985 : Mon beau-frère a tué ma sœur de Jacques Rouffio : journaliste radio
- 1988 : Sans peur et sans reproche de Gérard Jugnot : De Fougas
- 1988 : Frantic de Roman Polanski : Claude Gaillard
- 1994 : Pourquoi maman est dans mon lit ? de Patrick Malakian : Pierre
- 2005 : Zig Zag, l'étalon zébré de Frederik Du Chau : voix française de Prof
- 2010 : 600 kilos d'or pur de Éric Besnard

### Télévision
- 1986 : L'Inconnue de Vienne (téléfilm) : Jacques
- 1987 : Bonjour maître (série télévisée) : Jérôme Cambrèze
- 1988 : Le Vent des moissons (série télévisée) : Dr Liénart
- 1989 : Orages d'été (série télévisée) : Serge
- 1990 : Orages d'été, avis de tempête (série télévisée) : Serge
- 1991 : Marie Pervenche (série télévisée) : Pascal de La Porte
- 1991 : Le Flic de Moscou (série télévisée) : Kaminsky
- 1992 : Sabine j'imagine (téléfilm) : Georges Morel
- 1992 : La Rose noire (téléfilm) : Arthur Landman
- 1993-2005 : L'Instit (série télévisée) : Victor Novak
- 1994 : Morlock (de) (série télévisée) : Coutois
- 1997 : Une femme sur mesure (téléfilm)
- 1998 : Drôle de père (téléfilm) : Hugo Bargensac
- 2003 : Imperium : Augustus (téléfilm)
- 2016 : À votre service de Florian Hessique : Le patron

## Animation audiovisuelle

### Radio
- 1965-1966 : Inter Service Route (point route dans Route de nuit) sur France Inter
- 1966-1967 :  17-19 / 18-29 = GK + JMH avec Jean-Marie Houdoux, Hit-Parade, Musique variée, La clé sous le paillasson sur France Inter
- 1967-1968 : 17-19 / 18-29 = GK + JMH avec Jean-Marie Houdoux sur France Inter
- 1968-1969 : Variétés, Retour en musique sur RTL
- 1970-1971 : Gérard Klein sur RTL
- 1971-1972 : Musique et radioguidage sur RTL
- 1973-1976 : Mélodie parade sur Europe 1
- 1974-1975 : Les bonshommes avec  Jean-Claude Massoulier  sur Europe 1
- 1976-1977 : Les soirées, Les routiers sont sympas sur RMC
- 1980-1981 : Deux manches et la belle avec  Jean-Michel Brosseau sur France Inter
- 1981-1982 : Ça va le boulot ? avec  Jean-Michel Brosseau sur France Inter
- 1986 : Y'en aura encore pour tout le monde avec  Brigitte Morisan sur Europe 1
- 1987-1988 : Les Grosses Têtes sur RTL, sociétaire
- Eté 2010 : L'Aventure humaine sur Europe 1
- Août 2023 : Les Routes de l'été sur Sud Radio

### Télévision
- 1994-2004 : Va Savoir (émission télévisée) sur La Cinquième et France 3
- 2004-2005 : Gérard Klein autour du monde sur France 5
- 2010-2013 : L'Amérique dans tous ses états sur TV5 Monde et Voyage
- 2013-2014 : Contents d'être là sur Campagnes TV
- 2014-2015 : Bienvenue chez Gérard Klein sur Voyage
- 2014 : Mon incroyable marché, avec Louise Ekland sur M6 (1 émission)

## Chanson
Gérard Klein a également été chanteur et a sorti plusieurs 45 tours : 
- 1969 : Emmanuelle / Trop de bleu dans le ciel, CBS
- 1969 : Le Robot masseur / J'aime Paris, Barclay
- 1969 : Le Vin de l'été, en duo avec Marie Laforêt, Festival[12]
- 1972 : Paris-Province / Le Chien, Philips
- 1977 : Faut toujours du pognon / Grab the Money (instrumental), Adèle Sofrason
- 1983 : bande originale du film Le Bâtard, dans lequel il joue, Carrère.

## Autres activités
- Gérard Klein a été aubergiste et éleveur d'une cinquantaine de vaches Salers, à Blesle (Haute-Loire). Il a vendu son restaurant (La Bougnate) en 2002 et l'a racheté en 2012[13].
- Depuis le 15 janvier 2007, Gérard Klein anime, avec son épouse Françoise, le site Humain sans frontières[14] pour lequel il réalise des documentaires de 52 minutes. Durant le tournage de ces films, il rencontre des membres d'associations porteurs de projets « solidaires ». Ces projets sont présentés sur le site pendant une semaine.
- Il a été la voix des publicités pour Intermarché.

## Publications
- La Ligne bleue des mômes, roman, éditions Pierre Marcel Favre, 1982
- Toujours un rêve d’avance, autobiographie par Gérard Klein, Gérald Basseporte (avec la contribution de), éditions Michel Lafon, 2001  (ISBN 978-2-253-15513-3)
- J'ai rencontré des gens formidables, par Gérard Klein et Christian Duplan, 2008, Document Ed. Oh!  (ISBN 978-2-915056-56-3)
- Ça va, vieux ?, éditions Michel Lafon, 2009  (ISBN 978-2-7499-09837)
- Gérard rêve encore..., autoédition, 2022  (ISBN 978-2-7499-09837)

## Distinctions

### Décorations
- Chevalier de la Légion d'honneur 19 mars 2007
- Chevalier de l'ordre du Mérite agricole
- Chevalier de l'ordre des Palmes académiques

### Récompenses
- 1994 : 7 d'or du meilleur comédien pour L'Instit
- 1997 : 7 d'or du meilleur comédien de série ou feuilleton pour L'Instit
- 1997 : 7 d'or de la meilleure émission pour la jeunesse pour Va savoir
- 2001 : 7 d'or du meilleur comédien de fiction pour L'Instit

### Hommage
L'astéroïde (22519) Gérardklein, découvert en 1998, est ainsi dénommé par le Centre des planètes mineures, en l'honneur de Gérard Klein.